# サン＝シャモン
サン＝シャモン （Saint-Chamond）は、フランス、オーヴェルニュ＝ローヌ＝アルプ地域圏、ロワール県のコミューン。

## 地理
ジエ川谷（fr）にあるサン＝シャモンは、北をリヨネ山地、南をピラ山地にはさまれている。サン＝テティエンヌとは12km、リヨンとは45km離れている。

## 歴史

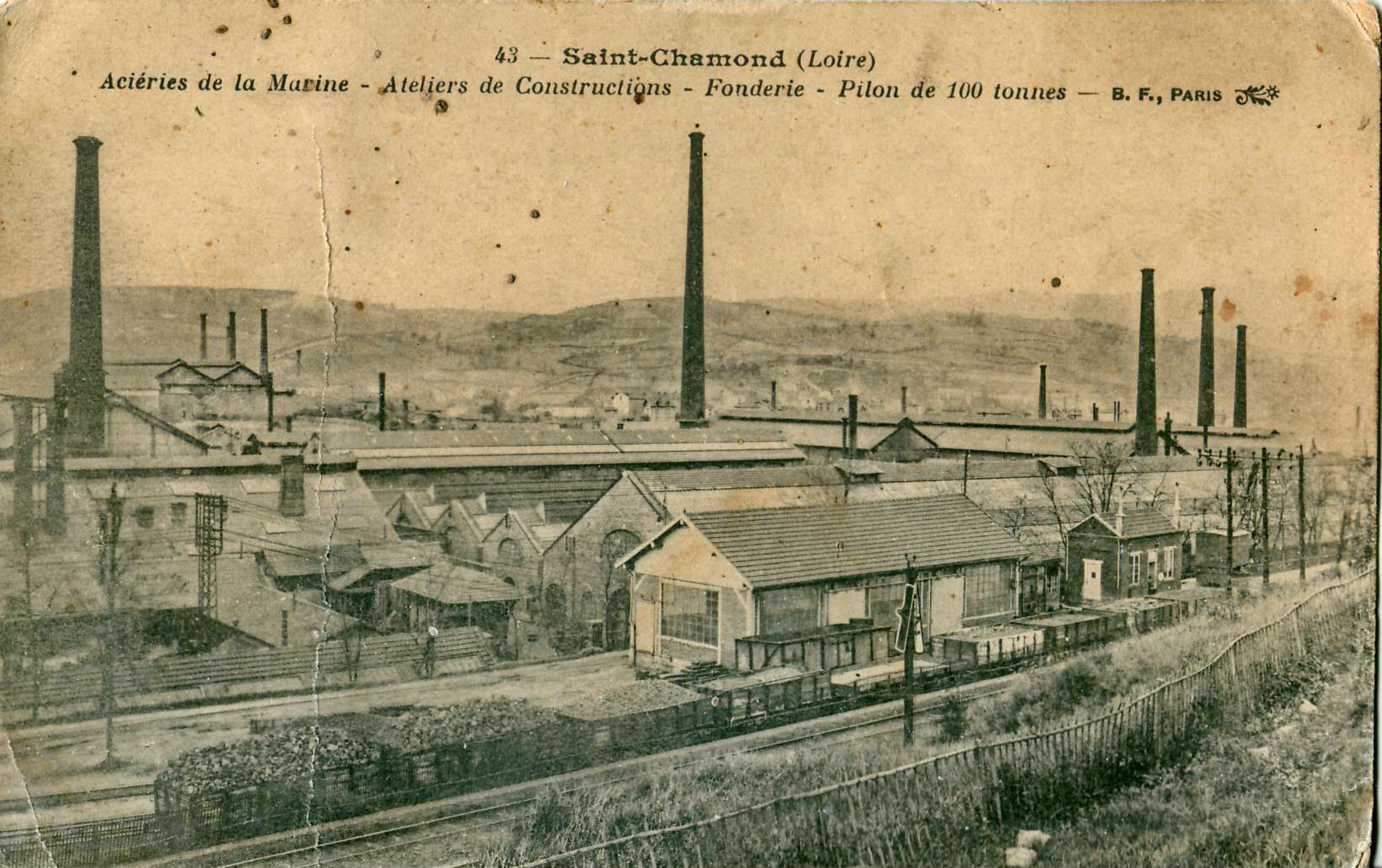
1914年頃のサン＝シャモン

サン＝シャモンの原型は、ローマ都市ルグドゥヌム（現在のリヨン）へ水を供給する5本の水道橋のうちの1本の監視所であった。ジエ水道は、サン＝シャモンの上流で採水したジエ川の水を運んでいた。この水道橋の一部は現在もモルナン（fr）で見ることができる。水道の地下部分は、1980年にサン＝シャモンで発見された。
ジャルズ（fr）地方の中心として、サン＝シャモン領主は地方で重要であった。サン＝シャモン領主メルキオール・ミット・ド・シュヴリエール（fr）は、都市にその足跡を残した。1つは、彼の治世に建てられた多くの建物が現在も見られることである。サン＝シャモン城はフランス革命期に住民によって破壊された。城の基礎部分のみが現在サン＝テヌモン丘に残っている。
サン＝シャモンとは、リヨン大司教であった聖エヌモン（Saint-Ennemond）にちなんで名づけられた。音声学上の変化を重ね、現在のSaint-Chamondとなった。教会に関係するこの名前は、フランス革命期に他都市でそうであったように忘却の奥に短期間押しやられ、代わって植物学者にちなんでヴァレ＝ルソー（Vallée-Rousseau）と呼ばれていた。
1628年の黒死病流行は悲惨な出来事となった。人口の半数が死んだという。
1793年、リヨン住民は国民公会に対して反乱を起こし、サン＝シャモンでも暴動が起きた。リヨン軍の敗北は、サン＝シャモンでの暴動の鎮圧をもたらした。
1848年、製鋼業者の息子ジェルマン・モレルはM・M・ペタンやゴードとともに、サン＝シャモンにモレル＝エ＝シ社（Morel et Cie）を設立した。1854年にこの会社はイギリス人の新たな共同経営者ジャクソンとともに、『錬鉄、海兵隊、鉄道のオー・フルノー社』（Compagnie des Hauts Fourneaux, Forges et Aciéries de la Marine et des Chemins de Fer）となった。
1880年、サン＝シャモンはレース産業の世界的な中心地となっていた。レース産業の基礎を築いたのはシャルル＝フランソワ・リシャールと、その息子エヌモンであった。18年後、レース・メーカー10社で構成されるマニュファクトゥール・レユニ社（Manufactures Réunies）が誕生した。
1950年代、最後の炭鉱が閉鎖され、28の工場と39,000人の従業員を抱えたオー・フルノー社はクルーゾ・ロワール社の傘下に入った。
1964年、隣接するコミューンのサン＝マルタン＝アン＝コワイユー、サン＝ジュリアン＝アン＝ジャルズ、イジューがサン＝シャモンに併合された。これによりサン＝シャモンは、およそ40,000人の人口を持つ県第3位のコミューンとなった。

## ギャラリー

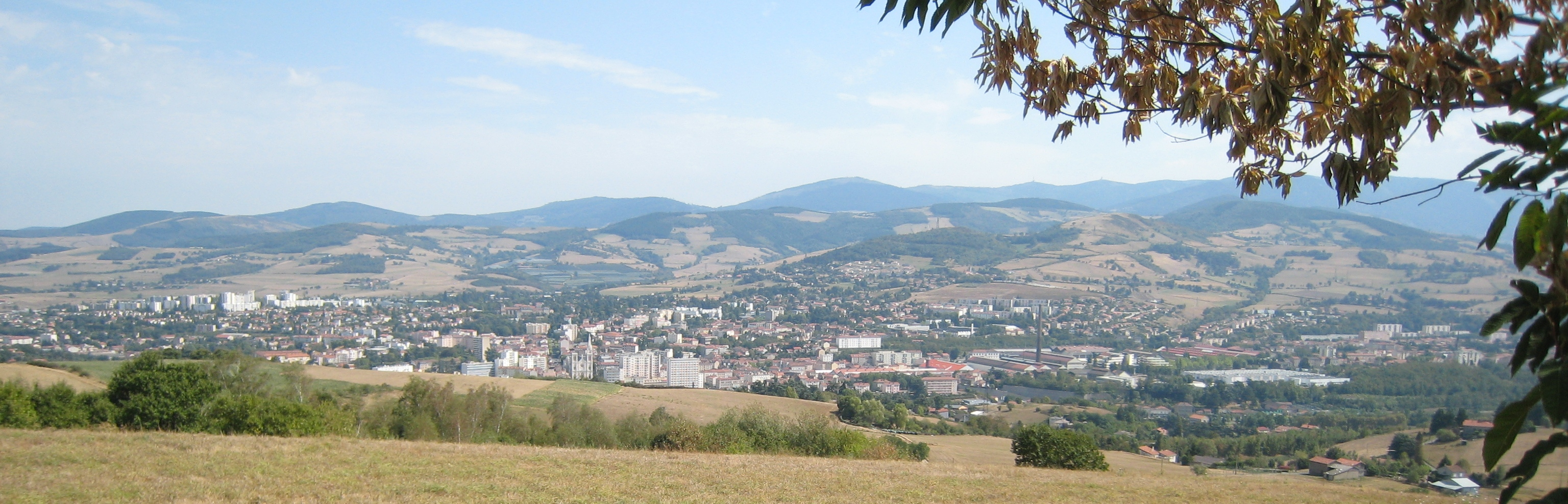
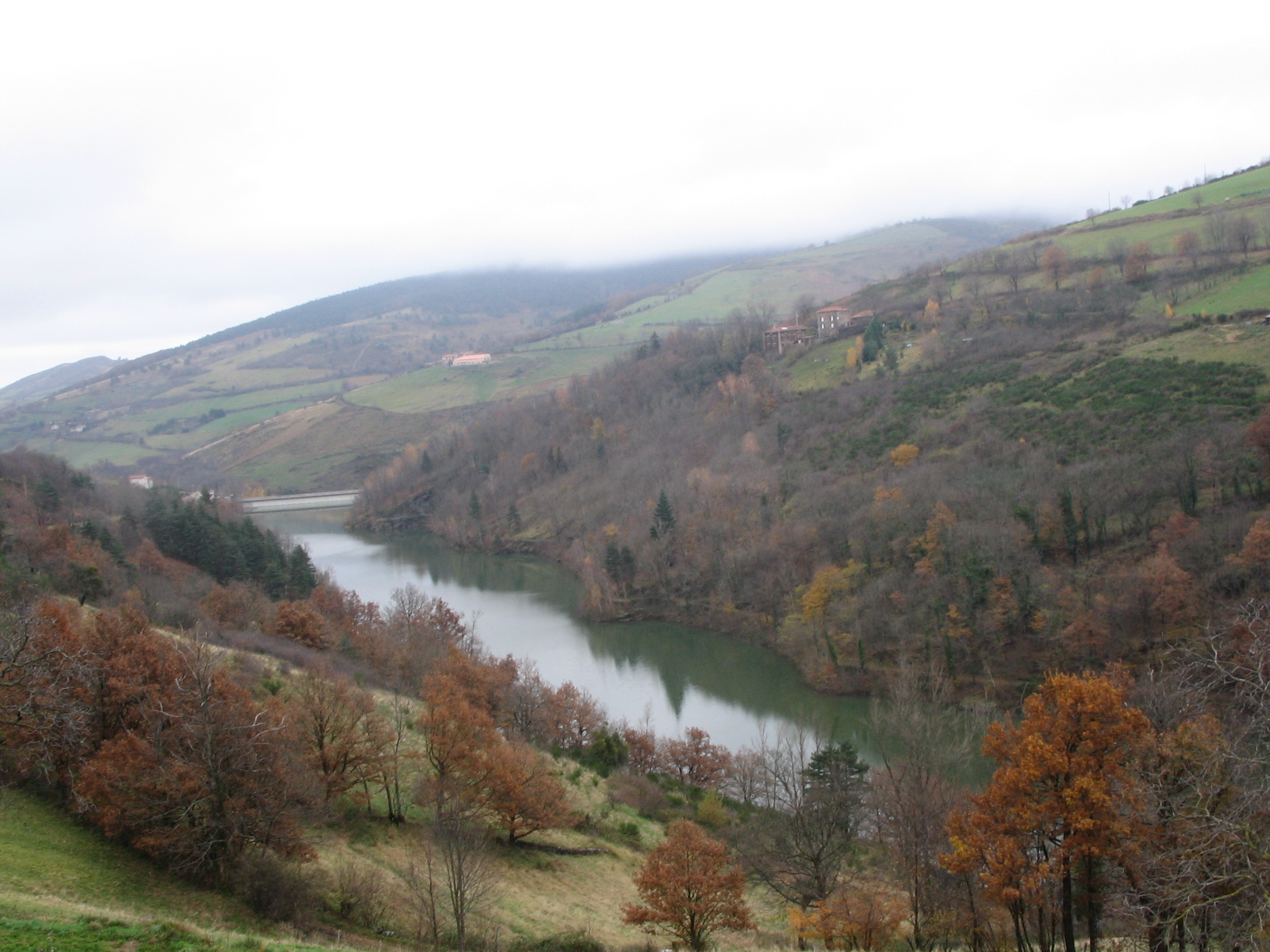
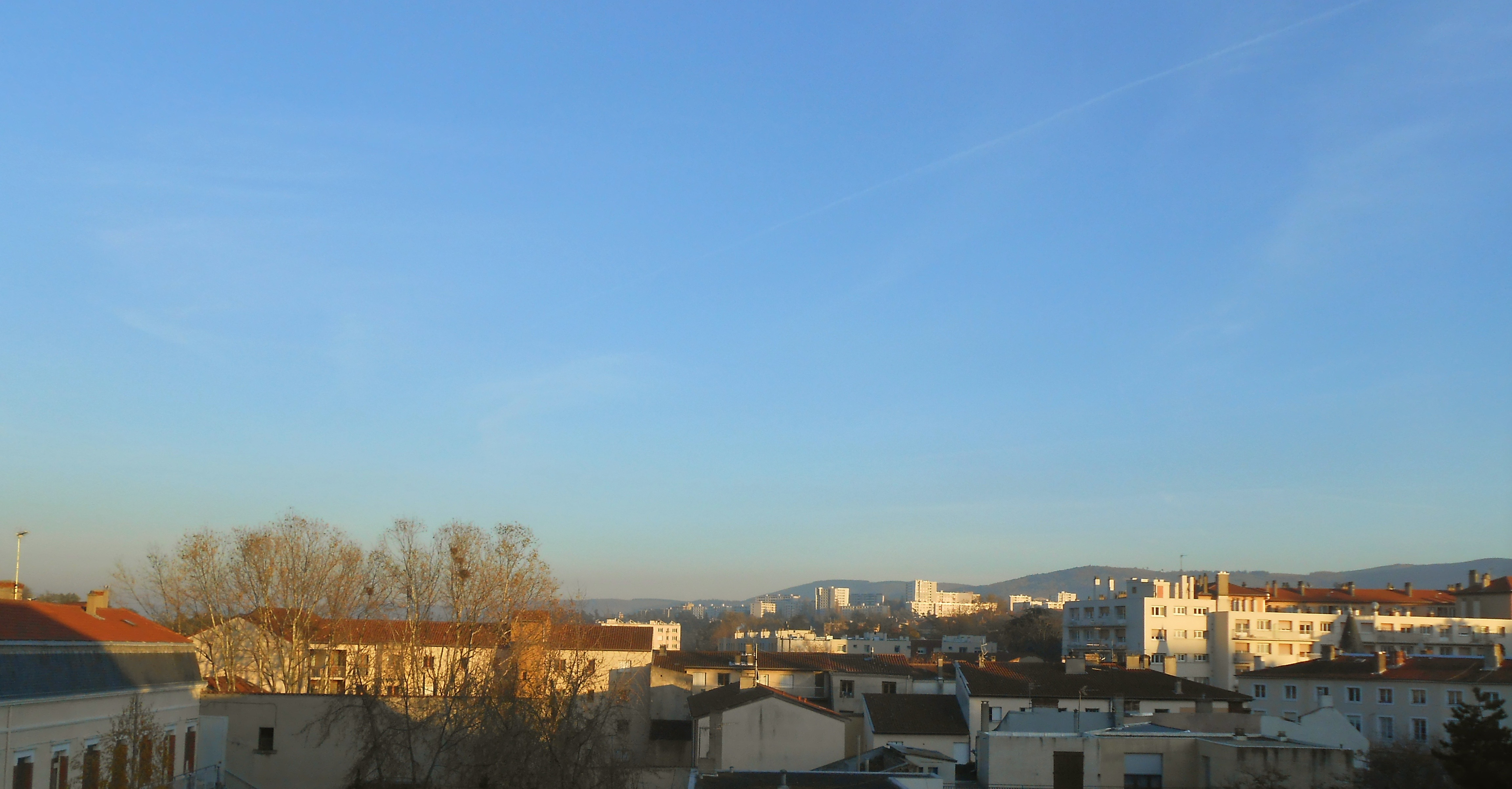
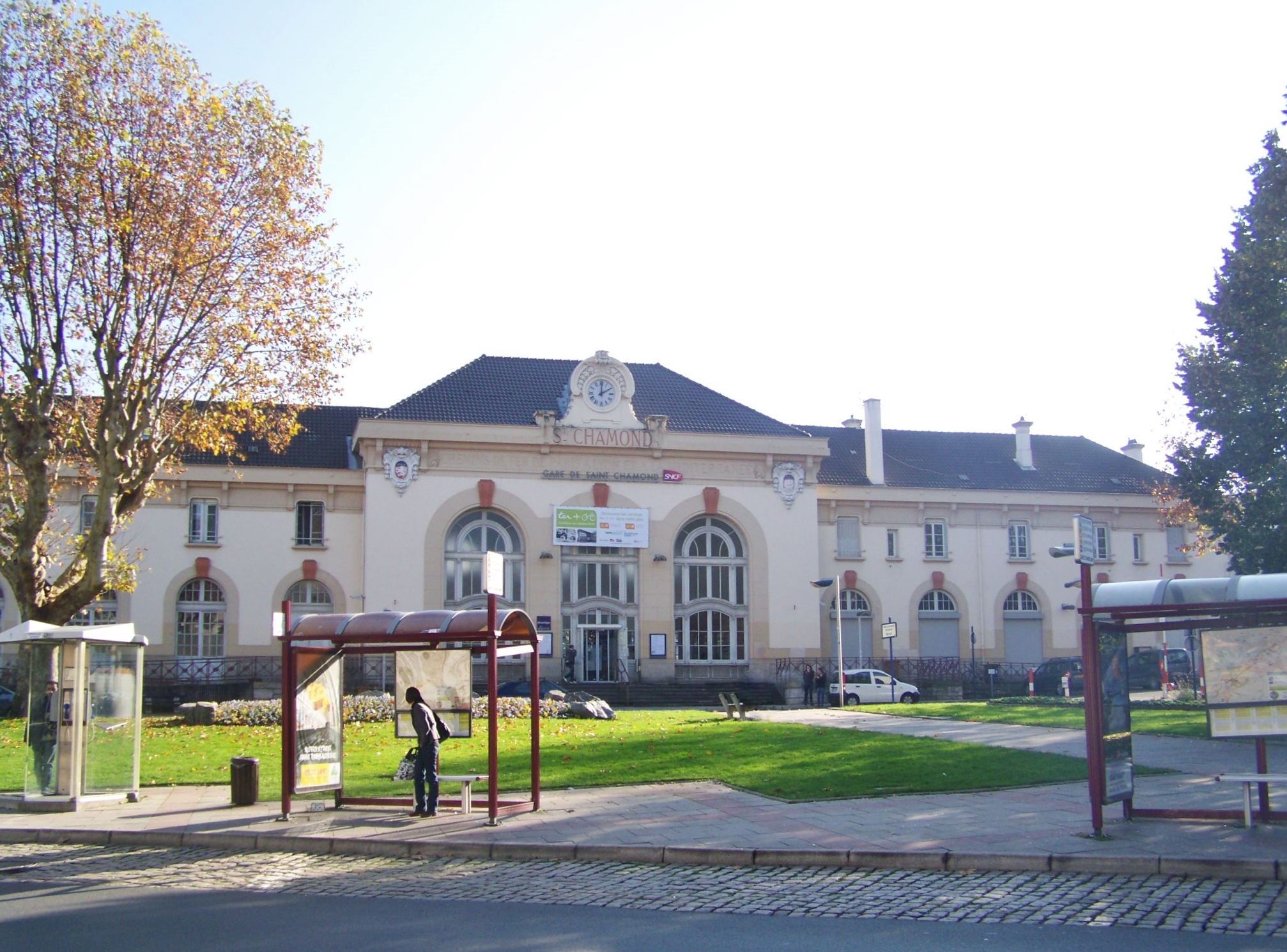
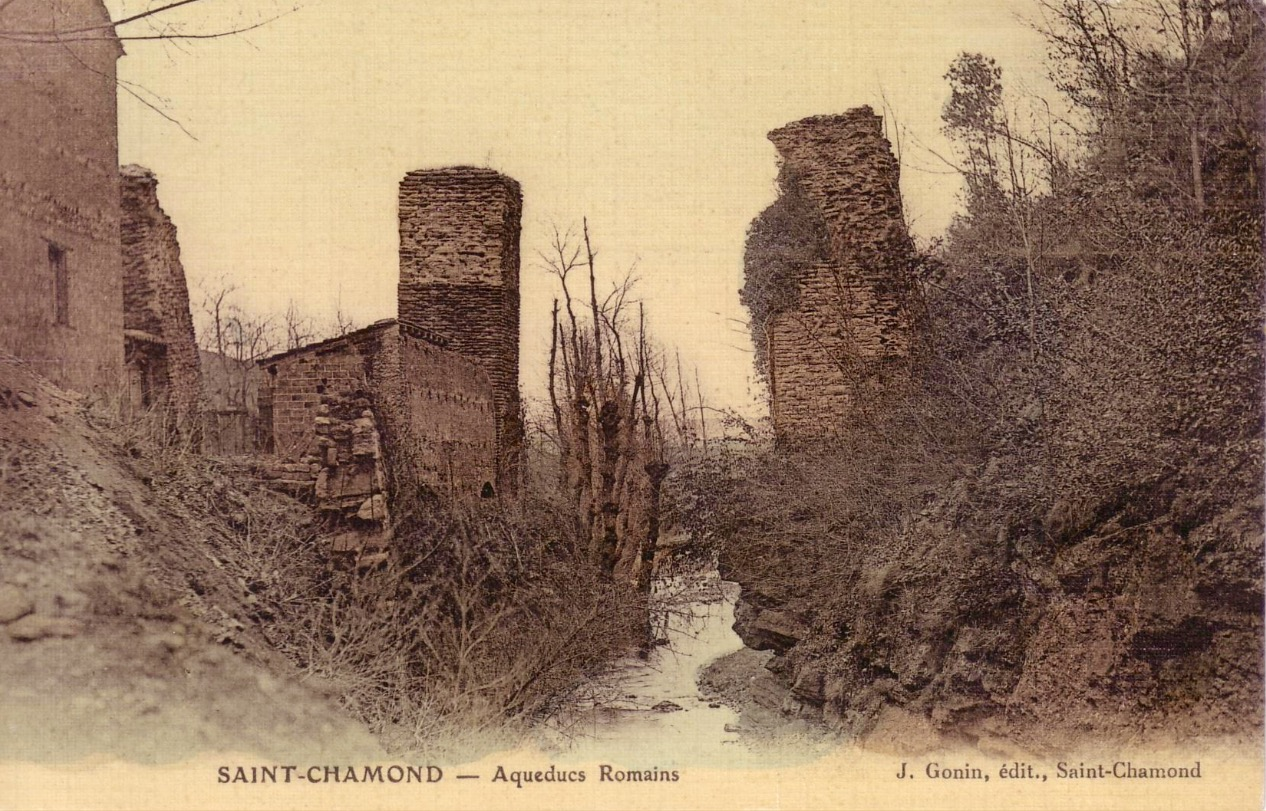
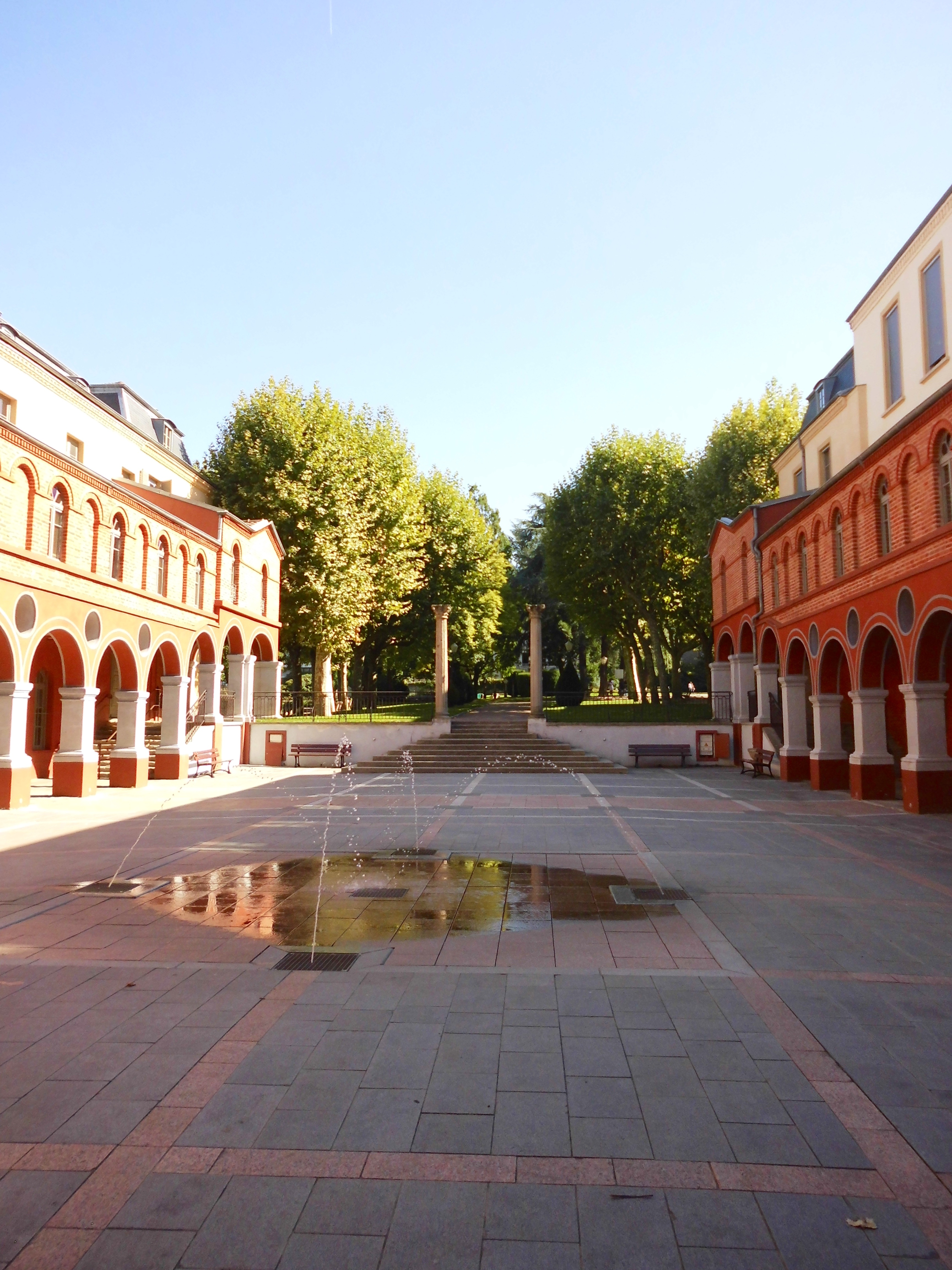
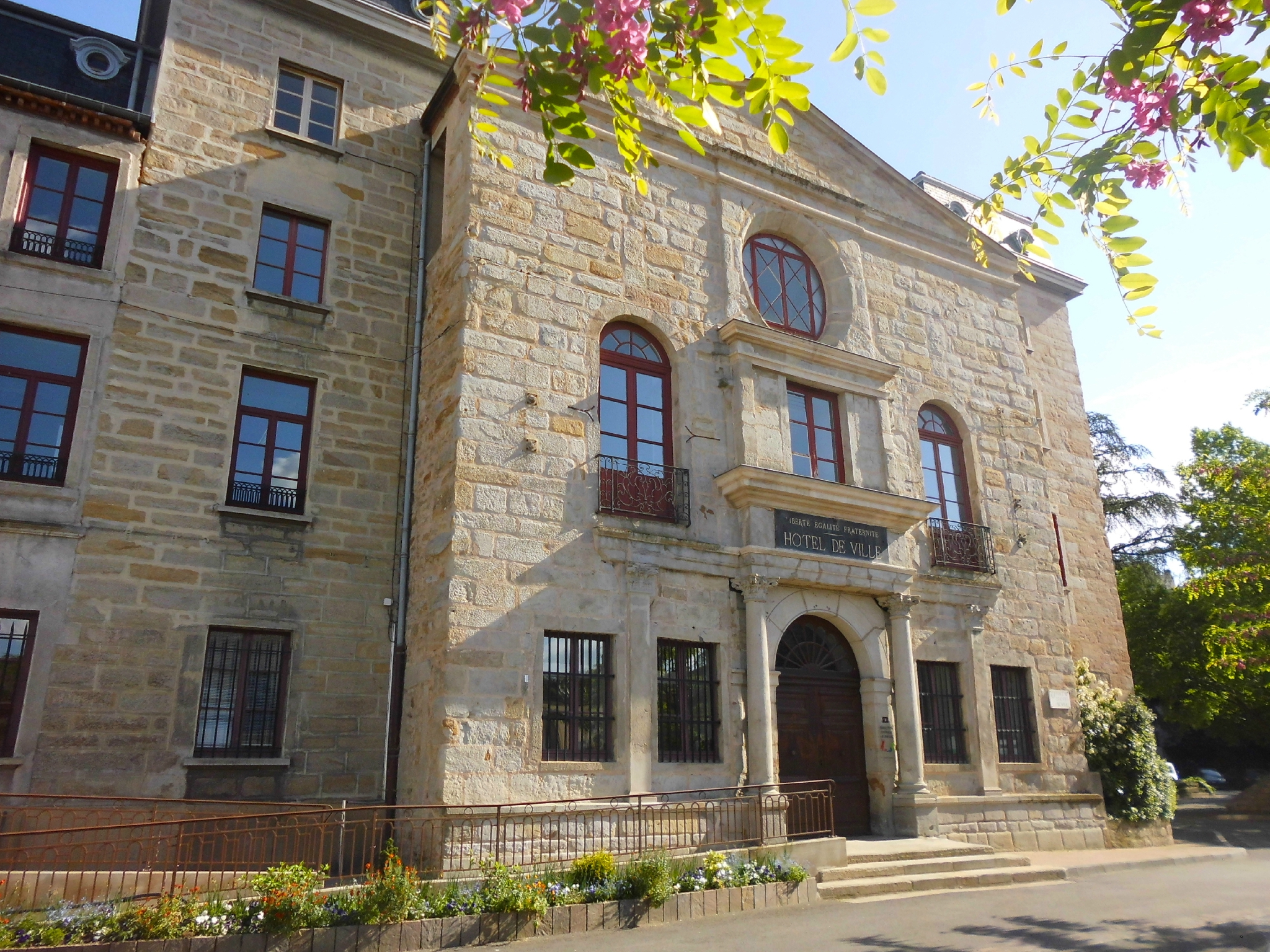

## 姉妹都市
- グレーヴェンブローホ、ドイツ
- サント・アドリアー・ダ・バゾス、スペイン